# 紅章
紅章（学名：Octopus luteus）为章魚科章魚屬下的一个种。
其种加词“luteus”意为“藏红花色的”。